# هرکولز
هرکولز (انگلیسی: Hercules Inc.) شرکت صنایع شیمیایی آمریکایی است، که در سال ۱۹۱۲ تأسیس شد.